# The Collection (альбом Дэвида Боуи)
The Collection — сборник песен Дэвида Боуи, содержит композиции записанные в период с 1969 года (Space Oddity) по 1980 (Scary Monsters (and Super Creeps)), за исключением кавер-версий из альбома Pin Ups. Материал сфокусирован на менее известных песнях музыканта.

## Список композиций
Все песни написаны Дэвидом Боуи.
1. «Unwashed and Somewhat Slightly Dazed» (из альбома Space Oddity, 1969) — 6:15
2. «The Width of a Circle» (из альбома The Man Who Sold the World, 1970) — 8:07
3. «Andy Warhol» (из альбома Hunky Dory, 1971) — 3:47
4. «Soul Love» (из альбома The Rise and Fall of Ziggy Stardust and the Spiders from Mars, 1972) — 3:36
5. «Cracked Actor» (из альбома Aladdin Sane, 1973) — 2:58
6. «Sweet Thing» (из альбома Diamond Dogs, 1974) — 3:40
7. «Somebody Up There Likes Me» (из альбома Young Americans, 1975) — 6:31
8. «Word on a Wing» (из альбома Station to Station, 1976) — 6:02
9. «Always Crashing in the Same Car» (из альбома Low, 1977) — 3:31
10. «Beauty and the Beast» (из альбома "Heroes", 1977) — 3:37
11. «Repetition» (из альбома Lodger, 1979) — 3:01
12. «Teenage Wildlife» (из альбома Scary Monsters (and Super Creeps), 1980) — 6:55